# Mistrzostwa Świata w Łucznictwie 1983
32. Mistrzostwa Świata w Łucznictwie odbyły się między 19 a 22 października 1983 w Los Angeles w Stanach Zjednoczonych. Organizatorem była Międzynarodowa Federacja Łucznicza. 

## Medaliści

### Strzelanie z łuku klasycznego
| Konkurencja            | Złoto                                                             | Srebro                                                       | Brąz                                                           |
| Indywidualnie kobiet   | Kim Jin-ho                                                        | Jung Jea-bong                                                | Liselotte Andersson                                            |
| Indywidualnie mężczyzn | Richard McKinney                                                  | Darrell Pace                                                 | Marnix Vervinck                                                |
| Drużynowo kobiet       | Korea Południowa · Kim Jin-ho · Jung Jea-bong · Kim Mi-young      | RFN · Miloslava Zahradnicek · Manuela Dachner · Doris Haas   | Stany Zjednoczone · Ruth Rowe · Luann Ryon · Tricia Green      |
| Drużynowo mężczyzn     | Stany Zjednoczone · Richard McKinney · Darrell Pace · Larry Smith | Korea Południowa · Koo Ja-chung · Jeon In-su · Kim Byung-kap | Belgia · Marnix Vervinck · Patrick Dekoning · Patrick Steyaert |

## Klasyfikacja medalowa
| Lp. | Państwo           | Złoto | Srebro | Brąz | Razem |
| 1.  | Korea Południowa  | 2     | 2      | 0    | 4     |
| 2.  | Stany Zjednoczone | 2     | 1      | 1    | 4     |
| 3.  | RFN               | 0     | 1      | 0    | 1     |
| 4.  | Belgia            | 0     | 0      | 2    | 2     |
| 5.  | Szwecja           | 0     | 0      | 1    | 1     |